# 喀里多尼亞鎮區 (密歇根州夏厄沃西縣)
喀里多尼亞鎮區（英語：Caledonia Township）是位於美國密歇根州夏厄沃西縣的一個特設鎮區。

## 地方資料
喀里多尼亞鎮區的面積為81.30平方千米，當中陸地面積為86.60平方千米，而水域面積為0.70平方千米。根據2020年美國人口普查的數據，當地共有人口4360人，而人口密度為每平方千米53.63人。